# Potok Prądy
Potok Prądy – ciek wodny, prawy dopływ Kanału Bydgoskiego.
Ciek odwadnia część gminy Białe Błota oraz teren w obrębie dzielnicy Prądy w Bydgoszczy. Długość strugi wynosi 4 km.
Ciek bierze swój początek na zachód od obwodnicy Bydgoszcz (drogi nr 10) w pobliżu miejscowości Lisi Ogon. Następnie płynie przepustem pod trasą drogową i przekracza granicę Bydgoszczy.
Na osiedlu Prądy w Bydgoszczy, ok. 1,5 km przed ujściem, struga jest ujęta w kanał o szerokości dna 3,0 m z nachyleniem skarp 1:1 i głębokości od 1,0 do 1,5 m. Potok tworzy w tym miejscu staw, wykopany pod koniec XVIII w. przez osadników niemieckich. Na dolnym odcinku o długości 2,9 km Struga została dodatkowo zabudowana sześcioma progami betonowymi o wysokości piętrzenia po 0,6 m.
Średni przepływ w Potoku Prądy wynosi 14,4 litry na sekundę